# ريو أزول، بارانا
ريو أزول، بارانا بلدية في ولاية بارانا في المنطقة الجنوبية من البرازيل.